# جيرالد مادكينس
جيرالد مادكينس (بالإنجليزية: Gerald Madkins)‏ مواليد 18 أبريل 1969 في ميرسيد، هو مدرب كرة سلة أمريكي ولاعب سابق. بدأ مسيرته الاحترافية في سنة 1993. يدرب فريق لوس أنجلوس كليبرز في الرابطة الوطنية لكرة السلة. يبلغ طوله 6 قدم 4 بوصة (1.9 م). اعتزل اللعب في 1998.

## المسيرة الاحترافية
لعب مع كليفلاند كافالييرز من سنة 1993 إلى 1995، ثم لعب مع جوفينتوت بادالونا في الدوري الإسباني في سنة 1996، ثم لعب مع شوليه باسكت في الدوري الفرنسي في سنة 1996، ثم لعب مع غولدن ستايت ووريورز في سنة 1998، ثم لعب مع جوفينتوت بادالونا في الدوري الإسباني في موسم 1998–1999.

## روابط خارجية
- جيرالد مادكينس على موقع إن بي أي (الإنجليزية)
- جيرالد مادكينس على موقع سبورتس رفرنس (الإنجليزية)
- جيرالد مادكينس على موقع الدوري الإسباني لكرة السلة (الإسبانية)
- جيرالد مادكينس على موقع كلية كرة السلة في سبورتس رفرنس.كوم (الإنجليزية)
- جيرالد مادكينس على موقع ريلجم (الإنجليزية)
- جيرالد مادكينس على موقع بروبوليرز (الإنجليزية)
- جيرالد مادكينس على موقع سبورتس رفرنس (الإنجليزية)